# Dewesoft
 (novembre 2021).
La mise en forme du texte ne suit pas les recommandations de Wikipédia : il faut le « wikifier ».
Les points d'amélioration suivants sont les cas les plus fréquents. Le détail des points à revoir est peut-être précisé sur la page de discussion.
- Les titres sont pré-formatés par le logiciel. Ils ne sont ni en capitales, ni en gras.
- Le texte ne doit pas être écrit en capitales (les noms de famille non plus), ni en gras, ni en italique, ni en « petit »…
- Le gras n'est utilisé que pour surligner le titre de l'article dans l'introduction, une seule fois.
- L'italique est rarement utilisé : mots en langue étrangère, titres d'œuvres, noms de bateaux, etc.
- Les citations ne sont pas en italique mais en corps de texte normal. Elles sont entourées par des guillemets français : « et ».
- Les listes à puces sont à éviter, des paragraphes rédigés étant largement préférés. Les tableaux sont à réserver à la présentation de données structurées (résultats, etc.).
- Les appels de note de bas de page (petits chiffres en exposant, introduits par l'outil «  Source ») sont à placer entre la fin de phrase et le point final[comme ça].
- Les liens internes (vers d'autres articles de Wikipédia) sont à choisir avec parcimonie. Créez des liens vers des articles approfondissant le sujet. Les termes génériques sans rapport avec le sujet sont à éviter, ainsi que les répétitions de liens vers un même terme.
- Les liens externes sont à placer uniquement dans une section « Liens externes », à la fin de l'article. Ces liens sont à choisir avec parcimonie suivant les règles définies. Si un lien sert de source à l'article, son insertion dans le texte est à faire par les notes de bas de page.
- La présentation des références doit suivre les conventions bibliographiques. Il est recommandé d'utiliser les modèles {{Ouvrage}}, {{Chapitre}}, {{Article}}, {{Lien web}} et/ou {{Bibliographie}}. Le mode d'édition visuel peut mettre en forme automatiquement les références.
- Insérer une infobox (cadre d'informations à droite) n'est pas obligatoire pour parachever la mise en page.

Pour une aide détaillée, merci de consulter Aide:Wikification.
Si vous pensez que ces points ont été résolus, vous pouvez retirer ce bandeau et améliorer la mise en forme d'un autre article.
 (novembre 2021).
Dewesoft est une société slovène multinationale privée d'ingénierie et d'électronique dont le siège social se trouve à Trbovlje, dans le centre-est de la Slovénie. Dewesoft développe et fabrique des systèmes d’acquisition de données polyvalents et intuitifs, des outils de choix pour les professionnels de la mesure. Elle emploie plus de 250 personnes dans le monde.

## Histoire

### Années 2000 à 2010
Dewesoft a été fondée le 28 décembre 2000 par Jure Knez, Andrej Orožen, Franz Degen et Herbert Wernigg à Trbovlje, Slovénie. La société est devenue un partenaire stratégique et un fournisseur du logiciel d'acquisition de données Dewetron. Son siège se situait en Autriche, alors que Jure Knez et Andrej Orožen reprennent le poste de direction chez Dewesoft. En 2001, la société lance pour la première fois un logiciel d'acquisition de données: Dewesoft 5.0. L'équipement a été vendu sur les marchés américain et asiatique, puis a été breveté en 2002 par les offices des brevets des États-Unis et de l'UE. En 2003, la société lance un nouveau logiciel d'acquisition de données appelé Dewesoft 6.0, qui contient des fonctionnalités essentielles pour l'acquisition de données dans les domaines de l'automobile, de la télémétrie, de la mesure et analyse de puissance. La même année, l'entreprise reçoit un certificat d'excellence entrepreneuriale du journal Finance en Slovénie.
En 2003 Dewesoft joue un rôle clé dans le changement des anciens enregistreurs papier du Kennedy Space Center de la NASA: ceux-ci ont été remplacés par le modèle DEWE-4000, fabriqué par Dewetron et basé sur le logiciel d'acquisition de données Dewesoft 6 fabriqué par Dewesoft. Les ingénieurs de Dewesoft ont été chargés de travailler à la NASA où ils ont développé des interfaces numériques pour l'acceptation directe de données télémétriques numériques et de données de réseau à haut débit à partir de l'interface SCRAMnet de la NASA. En 2007, la direction de Dewesoft a décidé de modifier la structure de propriété de l'entreprise. 2% des actions ont été reçues par des ingénieurs de développement de logiciels.
En 2003 Dewesoft joue un rôle clé dans le changement des anciens enregistreurs papier du Kennedy Space Center de la NASA: ceux-ci ont été remplacés par le modèle DEWE-4000, fabriqué par Dewetron et basé sur le logiciel d'acquisition de données Dewesoft 6 fabriqué par Dewesoft. Les ingénieurs de Dewesoft ont été chargés de travailler à la NASA où ils ont développé des interfaces numériques pour l'acceptation directe de données télémétriques numériques et de données de réseau à haut débit à partir de l'interface SCRAMnet de la NASA. En 2007, la direction de Dewesoft a décidé de modifier la structure de propriété de l'entreprise. 2% des actions ont été reçues par des ingénieurs de développement de logiciels.
En 2008, Franz Degen et Herbert Wernigg quittent Dewetron. La même année, Dewesoft développe son premier système d'acquisition de données appelé DEWE-43, produit qui recevra l'année suivante le prix du produit de l'année du magazine Tech Briefs de la NASA. Aujourd'hui, ce produit est toujours très populaire. La même année, Knez et Orožen reçoivent le prix de l'entrepreneur slovène de l'année. C'est également en 2008 que la société lance un nouveau produit appelé MINITAUR, une combinaison de matériel DEWE-43 qui dispose également d'un ordinateur et d'un SSD intégrés.
En 2009, Dewesoft lance sa boutique en ligne pour vendre ses propres instruments de mesure, et ouvre ses premiers bureaux internationaux pour vendre et soutenir directement Dewesoft Autriche et Hong Kong. Cette année là, Dewesoft présente également son nouveau logiciel d'acquisition de données mis à jour, appelé Dewesoft 7.0. Cette mise à jour a consisté à  complètement changer l'interface utilisateur graphique et a ajouté de nouvelles fonctionnalités au programme.
En 2009, Dewesoft lance sa boutique en ligne pour vendre ses propres instruments de mesure, et ouvre ses premiers bureaux internationaux pour vendre et soutenir directement Dewesoft Autriche et Hong Kong. Cette année là, Dewesoft présente également son nouveau logiciel d'acquisition de données mis à jour, appelé Dewesoft 7.0. Cette mise à jour a consisté à  complètement changer l'interface utilisateur graphique et a ajouté de nouvelles fonctionnalités au programme.

### Années 2010 à 2020
En 2010, Dewesoft lance un nouveau système d'acquisition de données appelé SIRIUS. La particularité de ce produit innovant est que le système estcapable de se connecter à un ordinateur via USB et/ou EtherCAT. Ce produit est le premier instrument de mesure à être commercialisé sous la marque Dewesoft. La même année, ils introduisent également le SSD SBOX et ouvre un bureau de vente directe et d'assistance à Singapour. En 2011, la société fête son 10e anniversaire avec la première conférence internationale de mesure Dewesoft, qui s'est tenue à Trbovlje. En 2012, la création du nouveau logiciel d'acquisition de données Dewesoft X permet à l'entreprise de faire une avancée majeure sur le marché. Pour la première fois, la société abandonne complètement la prise en charge du matériel d'acquisition de données étranger avec ce logiciel. Tous les clients qui achètent des instruments de mesure Dewesoft reçoivent le logiciel Dewesoft X gratuitement avec également des mises à jour gratuites à vie. La même année, le journal slovène Dnevnik décerne à l'entreprise une gazelle d'or, qui récompense l'entreprise à la croissance la plus rapide de Slovénie. Dewesoft continue à se développer en 2012, notamment en ouvrant des bureaux en Allemagne et aux États-Unis.
En 2013, le produit KRYPTON est lancé: c'est module d'acquisition de données destiné aux mesures sur le terrain et aux environnements difficiles basé sur la technologie EtherCAT. La société organise cette même année la deuxième conférence internationale sur la mesure, accueillant cette fois et pour la première fois plus de 100 experts en mesure du monde entier et ouvre de nouveaux bureaux en France. En 2014, Dewesoft reçoit le certificat ISO selon les normes 9001 et 14001, et la Chambre de Commerce slovène décerne à l'entreprise un prix pour ses réalisations entrepreneuriales et commerciales. En 2015, ils ouvrent de nouveaux bureaux à Taïwan et gagnent des représentants dans 38 pays à travers le monde. Ils présentent le système d'acquisition de données R2DB, qui est compact, mobile et comprend un enregistreur de données intégré et un ordinateur pour les traiter. La même année, ils accueillent également la troisième conférence internationale sur la mesure, cette fois à Laško . La conférence réuni plus de 200 experts en mesure du monde entier. Ils dévoilent alors un nouveau logiciel de collecte de données appelé Dewesoft X2, qui plus tard, en 2014, est déclaré comme Innovation de l'année par le magazine Automotive Testing Technology International.
En 2016, la société introduit de nouveaux systèmes robustes d'acquisition de données et de mesure sur le terrain appelés KRYPTON ONE. La même année, le processus de changement de propriété commence, car Knez et Orožen permettent aux employés d'acheter des actions. Ils mettent également en place des magasins directs et des bureaux d'assistance au Brésil. En 2017, Dewesoft construit l'accélérateur commercial Catapult pour soutenir les start-up locales, et ils ouvrent également des bureaux en Suède et au Royaume-Uni. 2018 a été l'année de la quatrième conférence internationale de mesure Dewesoft à Laško, en Slovénie. Ils accueillent alors plus de 400 experts en mesure du monde entier pour discuter de l'avenir de la technologie d'acquisition de données. La même année, ils introduisent un système d'acquisition et de surveillance de données en temps réel appelé IOLITE, et ouvrent des bureaux en Belgique, au Danemark, en Inde et en Italie. En 2019, Dewesoft acquiert les sociétés autrichiennes TVE Elektronische Systeme GMBH et DEWEnet . Le magazine NASA Tech Briefs nomme KRYPTON ONE le produit du mois. Début 2020, Dewesoft annonce la 5e conférence internationale sur la mesure de Dewesoft 2020 à Laško . De plus, ils ouvrent leurs premiers bureaux au Mexique.

## Organisation
Depuis 2010, l'entreprise développe ses propres logiciels et a une production indépendante de systèmes d’acquisition de données. Le développement, la conception, les tests et la fabrication des produits ont ainsi lieu à leur siège en Slovénie.
En 2016, les propriétaires de Dewesoft, Knez et Orožen, décident de changer la propriété de l'entreprise. Depuis, deux fois par an, l'entreprise propose à ses salariés des rachats d'actions. Ceux-ci ne peuvent être achetés qu'en interne, les investisseurs externes sont exclus de l'achat. De cette façon, Dewesoft est devenue une entreprise détenue à 100 % par ses employés et entièrement autofinancée.
Dewesoft lance en 2017 la nouvelle marque Monodaq, qui fabrique des produits à moindre coût par rapport à Dewesoft. Monodaq est situé dans l'accélérateur d'entreprises Katapult.
Avec son marché, l'entreprise couvre des pays qui génèrent les deux tiers du PIB mondial. Leurs marchés les plus importants sont la France, l'Allemagne, les États-Unis et la Chine. Bien qu'ils se concentrent principalement sur les affaires avec les pays étrangers, ils travaillent également avec des entreprises nationales principalement dans les secteurs de l'automobile et de l'aérospatiale. Dewesoft possède des bureaux et des distributeurs dans 53 pays à travers le monde : en Autriche, Belgique, Tchéquie, Danemark, Finlande, France, Allemagne, Grèce, Hongrie, Norvège, Italie, Pologne, Portugal, Roumanie, Russie, Slovénie, Espagne, Suède, Suisse, Turquie, Royaume-Uni, Argentine, Brésil, Canada, Chili, Colombie, Équateur, Mexique, Panama, Pérou, Paraguay, États-Unis, Uruguay, Australie, Chine et Hong Kong, Inde, Indonésie, Israël, Japon, Malaisie, Nouvelle-Zélande, Philippines, Singapour, Corée du Sud, Taïwan, Thaïlande, Vietnam, Algérie, Égypte, Maroc, Tunisie et Afrique du Sud.
Dewesoft reçoit une note Bisnode AAA pour l'excellence de l'entreprise. En 2018, Dewesoft reçoit la certification ISO 14001, alors qu'auparavant elle n'avait que la certification ISO 9001, reçue en 2014. Ces normes engagent l'entreprise à respecter les normes de qualité les plus élevées pour les processus de développement et de production.
Dewesoft emploie des personnes aux professions diverses. Les ingénieurs logiciels travaillent avec des logiciels et développent du code pour des applications et des systèmes. Les ingénieurs mécaniciens conçoivent des instruments de mesure. Ils emploient également des ingénieurs dans les domaines de l'automobile, de l'aérospatiale, du génie civil et de l'énergie. Les assembleurs s'occupent du développement et de la production d'instruments de mesure. Les ingénieurs d'essai testent les logiciels et le matériel. L'entreprise dispose également d'une équipe de support à son siège. Des ingénieurs commerciaux dotés d'une expertise technique s'occupent de la vente des produits, tandis que l'équipe de marketing et de communication s'occupe de la marque Dewesoft et soutient l'équipe de vente. Les chefs de projet prennent en charge des projets dans différents pays et les développeurs web créent des applications web et des sites web.

## Communauté

### Katapult
Dewesoft a mis en place l'accélérateur d'entreprises Katapult à Trbovlje, à côté de son siège. Elle a été fondée dans l'idée d'aider les jeunes entrepreneurs à faire leurs premiers pas dans le monde des affaires, en particulier dans la région de Zasavje. Les jeunes entreprises ont accès à l'infrastructure du bâtiment Katapult, au mentorat et aux équipements de Dewesoft. Katapult propose également des bureaux, des espaces de travail et de production, une salle de conférence, une cuisine et des chambres. Katapult vise à réduire les coûts des jeunes entreprises en les intégrant dans les chaînes d'approvisionnement communes de toutes les entreprises participantes, et Dewesoft vise à inciter les entreprises à développer leurs propres produits dans Katapult. Les entreprises les plus performantes à ce jour sont More Than Beauty, Chipolo, Ironate Pizza, Zoyo Baby, Hillstrike, Spacelink et SOS school.

### Universités
L'entreprise coopère également avec des organismes de recherche, notamment l'université de Ljubljana et l'université de Maribor. En 2016, Dewesoft s'est vu décerner une charte solennelle par l'université de Maribor pour ses réalisations exceptionnelles et ses mérites en matière de recherche scientifique qui ont contribué au développement de l'université de Maribor. Dans cet esprit, l'entreprise organise des conférences et des cours de formation pour les étudiants en début de carrière.